# سر رزغ (باقران)
سر رزغ (بالإنجليزية: Sar-e Razg)‏ هي مستوطنة تقع في إيران في قسم باقران الريفي.